# Шульц фон Тун, Фридеман
Фридеманн Шульц фон Тун (родился 6 августа 1944 в Зольтау) — немецкий психолог, один из ведущих ученых-коммуникологов. Шульц фон Тун известен как автор трёхтомного труда «Говорить друг с другом». Профессиональное становление фон Туна развивалось по двум параллельным линиям.

## Биография
Родился 6 августа 1944 года в Зольтау.
С 1971 года разрабатывает концепции коммуникативных тренингов.
В 1975 году защитил диссертацию и начал работать в качестве профессора педагогической психологии в Гамбургском университете с 1976 по 2009 г.
Первоначально эти две ипостаси — Профессор (теория, исследования, знания) и Тренер (практика, применение, умения) — шли раздельными путями, но постепенно они объединили свои усилия. Так возникла удобная в применении и близкая к реальной жизни психология коммуникации на основе моделей и методов.

## Психология коммуникации
Разрабатывая свою психологию коммуникации, Шульц фон Тун имел несколько источников вдохновения: Психология языка Карла Бюлера и теория коммуникации Пауля Вацлавика. Затем во все большей степени гуманистическая психология — сначала идеи Карла Роджерса об условиях межличностной коммуникации, стимулирующей целостное развитие личности, позже применение разговорной психотерапии Роджерса в Германии, теоретически обоснованное Райнхардом Таушем.
Индивидуальная психология Альфреда Адлера также наложила отпечаток на психологию коммуникации.
Психология коммуникации сформировалась в начале семидесятых в рамках тренингов для руководящих работников концерна Deutsche BP, в сотрудничестве с Берндтом Фиткау и Ингард Лангер (они также являются учениками Райнхарда Тауша). Затем была научная работа под руководством Рут Кон (1912—2010), начавшаяся в 1977 году в Швейцарии.
Этот новый этап ученичества обогатил коммуникативную теорию двумя фундаментальными идеями:
1. хорошая коммуникация требует доступа к «внутреннему человеку», а аутентичность (самопринятие и самореализация) личности есть плод самопознания. Таким образом, коммуникативный «тренер» постепенно берет на себя функции помощника в самопознании.
2. Второй идеей стало значение руководства группой, виртуозное вовлечение во взаимодействие «темы» (Это), «индивида» (Я) и «группы» (Мы).
3. Обучать коммуникативным навыкам лучше всего в группе, при условии, что в динамичном развитии группы верх берут конструктивные силы. Не в последнюю очередь это зависит от руководителя, и разработанная Рут Кон система TZI (темоцентрированная интерактивная система) предлагает гениальный концепт руководства группой — такого руководства, которое создавало бы атмосферу открытости, живого общения и поддержки.

Можно сказать, что в основе психологии коммуникации Шульца фон Туна лежит гуманистически-системный взгляд на человека: человек одновременно «часть целого» и «целостен сам по себе». Эту мысль Хельм Штирлин сформулировал так: "Терапевт должен рассматривать в одно и то же время «систему в человеке и человека в системе». Система в человеке? Да, внутренний человек тоже является результатом системных взаимодействий, поскольку в нём живёт «несколько душ», создающих внутреннее, часто конфликтное напряжение, характерное для групповой динамики. Коммуникация очень сильно зависит от «внутреннего плюрализма», и успех коммуникации есть результат успешной интеграции этих командных игроков и соперников.

## Научные труды, ставшие бестселлерами
Основы своей коммуникологии Шульц фон Тун опубликовал сначала в 1977 году, затем в книге «Говорить друг с другом» (издательство Rohwolt, 1989 г.) — с моделями «коммуникативного квадрата», «четырех каналов» и «четырех ушей». Эта книга и эти модели считаются теперь классикой — с тиражом 1,3 миллиона экземпляров и с широким применением не только в сфере повышении квалификации, но и на уроках немецкого языка в школах.
Несколько десятилетий насчитывают сотрудничество и дружба Шульца фон Туна с двумя швейцарцами из научной школы Рут Кон, что также повлияло на дальнейшее развитие духа и стиля гамбургской коммуникологии: Ханс Нэф (Базель) прибыл в Гамбургский университет в качестве внештатного преподавателя системы TZI и был соруководителем в тренингах Шульца фон Туна; Кристоф Томан (Берн) работал консультантом в сфере личных отношений и использовал теорию Фрица Римана («Основные формы страха»), чтобы вскрыть динамику отношений и объяснить её партнерам (модель Римана-Томана, Riemann-Thomann-Modell).
Результатом многолетнего сотрудничества с Кристофом Томаном стал в 1988 году первый том справочника конфликтолога «Klärungshilfe» («Помощь в разрешении конфликтов»). Этот метод оказал существенное влияние на посредническое движение во всех немецкоязычных странах. Он был развит Томаном во втором и третьем томах «Klärungshilfe», вышедших в 1998 и 2007 годах.
В 1989 г. вышел второй том книги «Говорить друг с другом», вдохновленный отчасти идеями Римана и Томана. Здесь рассматриваются индивидуальные различия и выделяются 8 коммуникативных стилей.
Книга содержит две инновации, весьма существенные для коммуникологии: во-первых, Шульц фон Тун развивает идею «квадрата ценностей», предложенную Хельвигом, в модель «квадрата развития». Благодаря этому можно точнее определить направление индивидуального развития (то, что нужно одному для совершенствования своей личности, у другого может присутствовать в проблематичном избытке). Во-вторых, гуманистический подход (развитие личности в направлении самоосуществления) дополнен «системной» перспективой: при некоторых типах отношений возникает «порочный круг», определяемый скорее спецификой отношений, чем типом личности. Модель порочного круга стала результатом прикладного исследования в области разрешения конфликтов. Впервые была наглядно показана связь между типами поведения и внутренними реакциями.
Это было началом работы над объединением гуманистического и системного подходов. В 1998 году был издан третий том книги «Говорить друг с другом: Внутренняя команда». В этом томе разрабатывается тема «созвучности» коммуникации, затронутая ещё в 1981 году в первом томе. В идеальном случае коммуникация должна быть созвучна, и это значит: она отвечает сущности человека и соответствует ситуации. Другими словами, коммуникация требует двойной согласованности — во-первых, с самим собой («сам» должен стать «собой», стать равным себе, причем внимание: в человеке, как уже было сказано, живёт не одна душа, и группу конфликтующих индивидов надо сначала превратить во Внутреннюю Команду!), а во-вторых, с «правдой ситуации». Это понятие Шульц фон Тун позаимствовал у Карин фон дер Лаан. Поскольку ситуация является частью системы, в учении о «созвучности» вновь соединяются гуманистический и системный подходы.
Третий том («Внутренняя команда и коммуникация, созвучная ситуации») содержит шестую и пока последнюю коммуникативную модель — четырёхкомпонентную модель ситуации, с помощью которой можно установить «правду ситуации». Пять остальных моделей уже упоминались: коммуникативный квадрат, модель Римана-Томана, квадрат ценностей и развития, порочный круг, внутренняя команда.
Совместно с Александром Редлихом Шульц фон Тун до 2009 года вел в Гамбургском университете на отделении психологии прикладной курс «Консультирование и тренинг». Итоги своей работы в университете он подвел в прощальной лекции «Что я ещё хотел сказать…»
В декабре 2014 года издательство FBK-Coaching выпустило первую русскоязычную антологию трудов Фридеманна Шульца фон Туна «Говорить друг с другом: анатомия общения».

## Институт Шульца фон Туна
В начале 1990-х годов «гамбургская психология коммуникации», как её называли, была так тщательно разработана, что Шульц фон Тун предложил её в качестве основы для деятельности тренеров и коучей вне университета. Для этого ему нужны были референты и тренеры, и он нашёл их среди своих бывших студентов.
Он основал «Общество коммуникации и разрешения конфликтов» — сеть самостоятельно работающих психологов. С 1991 года в неё наряду с Кристофом Томаном («Помощь в разрешении конфликтов») постоянно входят:
- Штефан Бускамп,
- Карл Бенин («Консультирование в действии»),
- Регина Хайланд,
- Габи Маннек,
- Йоханнес Руппель («Говорить друг с другом» для руководителей),
- Эберхард Шталь («Динамика в группах»)
- Розвита Штратман («„Говорить друг с другом“ для руководителей»).

Для различных целевых групп предлагаются три учебные программы: для тренеров и коучей (КВТ), для мультипликаторов в некоммерческой сфере (ZKP) и для руководителей (KuF).
За прошедшее время блоки курсов были разработаны до совершенства. В основном они состоят из понятных и прекрасно визуализированных лекций, упражнений, активирующих коуч-сессий в группах, а также стадий рефлексии тренинговых процессов в духе TZI. В центре внимания всегда соединение профессионального и личностного развития.
За эти годы коллектив тренеров расширился, сейчас в Институте коммуникации Шульца фон Туна работает около 25 обучающих тренеров, причем они все чаще выступают в качестве авторов в серии «Говорить друг с другом — Практический курс» (издательство Rowohlt), которую Шульц фон Тун издает начиная с 2001 года. Новые темы и разработки отражены в трех томах, посвященных вопросам консультирования и терапии (2008), проблемам тренинга и руководства (2009), коммуникации в быту (2010), изданных совместно с Дагмар Кумбир. Новейшие данный по проблематике всех трех томов Шульц фон Тун опубликовал в дополнительном томе «Говорить друг с другом — вопросы и ответы»
После ухода из университета был основан Институт Шульца фон Туна на Варбургштрассе в Гамбурге, сейчас профессор работает в сотрудничестве со своей женой Ингрид Шульц фон Тун, которая ведет психотерапевтическу практику «Внутренняя Команда». Координатором проектов является Маркус Пёниш. Продолжается тесное сотрудничество с «Обществом коммуникации и разрешения конфликтов». Шульц фон Тун продолжает руководить курсами, прежде всего по программе КВТ для тренеров и коучей (консультирование и тренинг коммуникации).

## Награды и звания
- 2012 год — удостоен звания «Выдающийся исследователь коммуникации, автор с миллионными тиражами, человек, имеющий особые заслуги в деле применения научных знаний на практике», титула почетного доктора Dr.oec.h.c. (университетом Санкт-Галлена в рамках Дня Академика)<references/https://web.archive.org/web/20140203061948/http://www.schulz-von-thun.de/index.php?article_id=22>.